# Brousse-le-Château
Brousse-le-Château ist eine französische Gemeinde im Département Aveyron in der Region Okzitanien. Sie ist dem Kanton Raspes et Lévezou und dem Arrondissement Millau zugeteilt.
Das Dorf ist seit 1997 als eines der Plus beaux villages de France (Schönste Dörfer Frankreichs) klassifiziert.

## Geografie

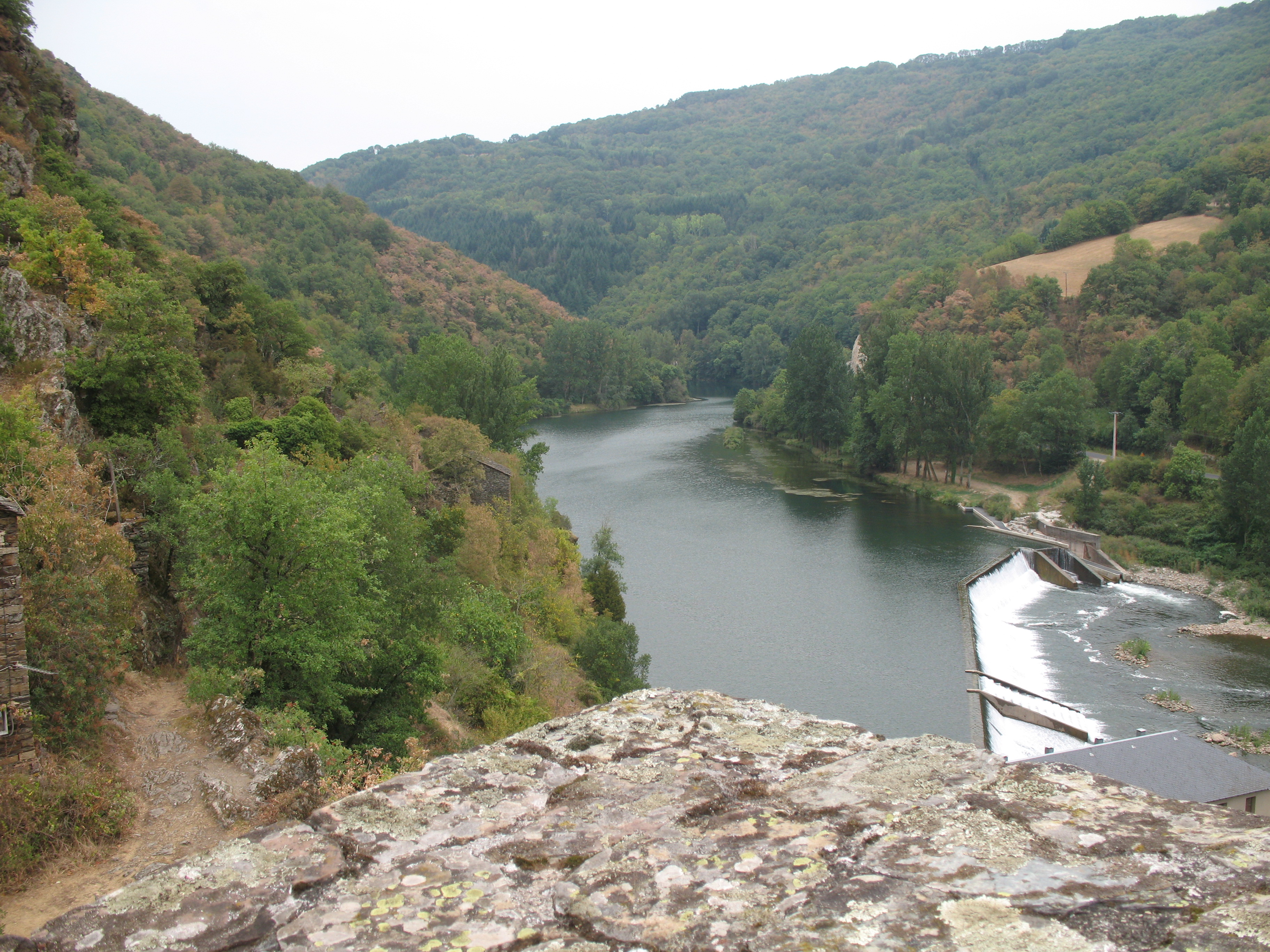
Blick von der Burg auf den Tarn

Der Ort mit 165 Einwohnern (Stand 1. Januar 2022) liegt in einem der südlichen Ausläufern des Zentralmassivs in einer waldreichen Region bei der Einmündung der Alrance in den Tarn circa 60 Kilometer südlich von Rodez und rund 60 Kilometer westsüdwestlich von Millau. Das Gemeindegebiet ist Teil des Regionalen Naturparks Grands Causses.
Das Dorfbild wird von einer mittelalterlichen Burg, die auf einem Felsvorsprung zwischen den beiden Flüssen thront, dominiert. Die „Lauzedächer“ (Dächer mit Schieferplättchen) sowie die Fassaden aus Sandstein, Gneis oder Schiste (Schiefer) der Häuser aus dem 17. und 18. Jahrhundert im Dorfzentrum neben der gotischen Steinbrücke widerspiegeln die geologische Vielfalt der Region.
Die Gemeinde ist stolz auf ihre Mandelbäume, deren Blütezeit um den 20. Februar beginnt.

## Geschichte

Wappen der Rouergue

Wappen der Arpajon

Der Ortsname Brousse ist vermutlich aus dem Lateinischen Bruscia über die altfranzösischen Formen Bruis oder Bruys entstanden. Die moderne französische Sprache kennt die Wörter bruyères („Heidekraut“) und broussailles („Gebüsch“).
Die Burg von Brousse wird erstmals im Jahre 935 erwähnt. Sie wurde von Ermengaud, Graf von Rouergue errichtet, um den Übergang über den Tarn zu sichern. Hauptort der Grafschaft Rouergue war Rodez. Ermengaud war mit Adélaïde de Carcassonne verheiratet. Die beiden hatten eine Tochter, Garsinde de Rouergue, die das Lehen erbte. Nachdem ihr Ehemann Raymond III., Graf von Toulouse, jung starb, gingen die Herrschaftsrechte 975 an ihren Neffen Amélius, Bischof von Albi, über. Später war Raimond IV. von Toulouse Besitzer von Brousse. Dieser starb 1105 auf einem Kreuzzug, worauf das Lehen in der Grafschaft Rodez, dessen Herrscher dem Hause Millau angehörten, aufging. Vorerst gebot Richard de Rodez (auch Richard III. de Millau genannt; † 1135) über Brousse. Ihm folgten nacheinander Hugo I. und Hugo II. Letzterer vererbte das Lehen 1204 an seinen Vetter Bernard II.
Bernard II. entstammte dem Hause Arpajon, das die Herrschaft über Brousse für die nächsten fünf Jahrhunderte verteidigen konnte. Da die Stadt einen der wenigen Übergänge über den Tarn bereithielt, kamen die Gebieter in den Genuss von erklecklichen Wegezöllen. Der letzte männliche Nachkomme der Dynastie war Louis d’Arpajon. Seine Tochter Catherine Françoise verkaufte die Burg im Jahre 1700 an Gilles de Grandsaignes, der Sekretär des Königs war. Kurz vor der Französischen Revolution erwarb Jean-François Peyrot de Valhausy das Gut von der Familie Grandsaignes. Seine Tochter Marie heiratete Joseph de Lauro, der das Anwesen 1839 der Gemeinde verkaufte.

### Bevölkerungsentwicklung
| Jahr      | 1962 | 1968 | 1975 | 1982 | 1990 | 1999 | 2009 | 2016 |
| --------- | ---- | ---- | ---- | ---- | ---- | ---- | ---- | ---- |
| Einwohner | 226  | 268  | 219  | 225  | 203  | 163  | 159  | 155  |

## Sehenswürdigkeiten

### Burg

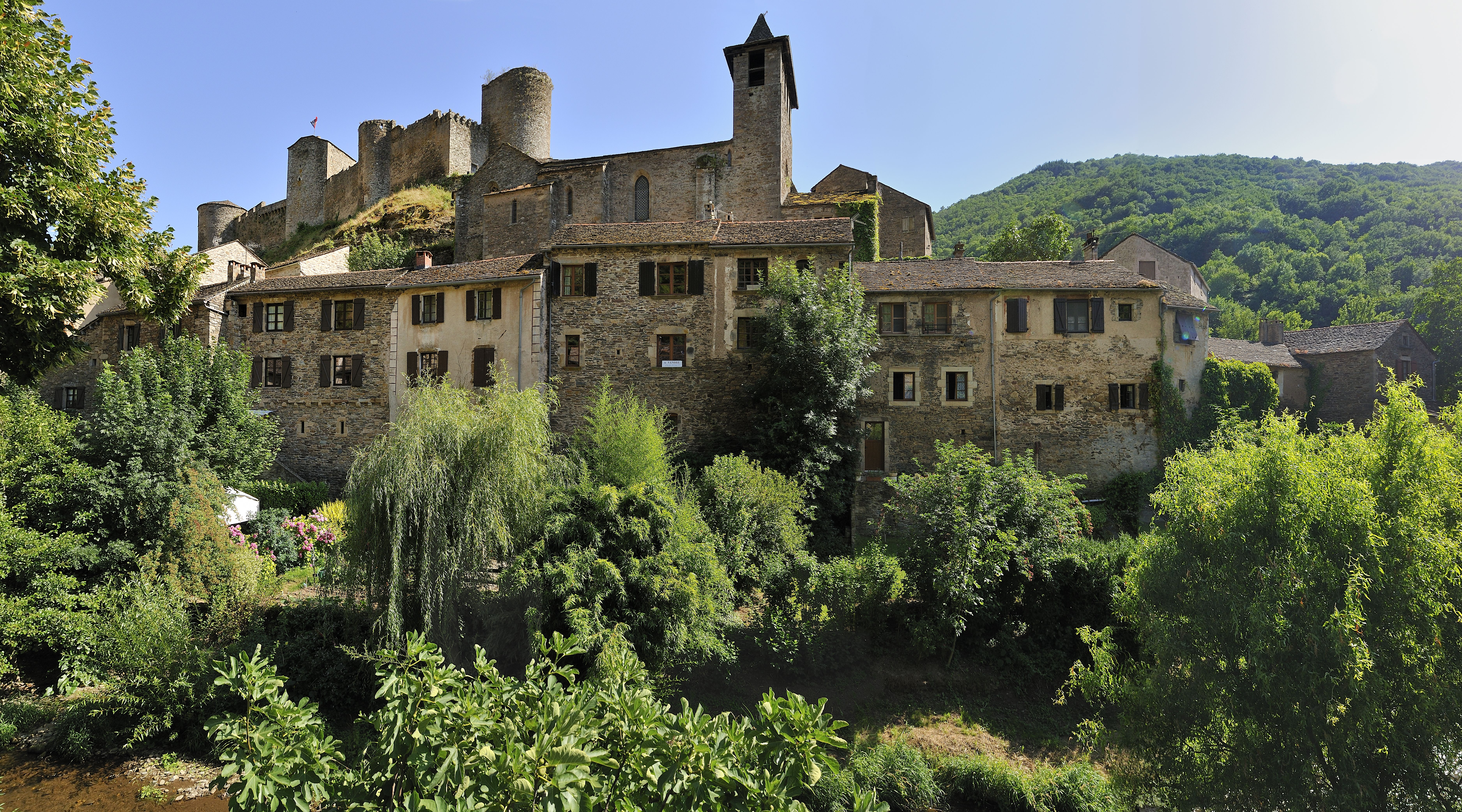
Château de Brousse

Die mittelalterliche Befestigung Château de Brousse steht auf einem Felsvorsprung über dem Ort. Auf der Seite zum Dorf ist die Burgmauer von sechs Türmen flankiert, darunter die Tour du Prisonnier („Gefängnisturm“), die Tour de la Princesse („Prinzessinnenturm“), die Tour Picarde, von der heute nur noch das Fundament steht (mit 45 Metern war er einst der höchste Turm der Provinz Rouergue) und im Nordosten die Tour à gorge ouverte („Turm mit dem offenen Rachen“). Ein Torbogen dem ein in den Fels gehauenes Tonnengewölbe folgt, bietet Einlass zum Burg-Ensemble.
Der Wohnteil mit quadratischem Grundriss liegt im Südosten des Felsen. Zum Fluss Tarn hin ist er mit Maschikulis gekrönt. In der Renaissance kamen Elemente hinzu, die mehr dem Komfort, als der Wehrhaftigkeit dienten. Die Ehrentreppe stammt aus dem 17., die breiten Durchbrüche aus dem 18. Jahrhundert. Im Garten wachsen Heilkräuter und alte Rosen.
Ab dem Jahre 1963 nahm sich der Verein La Vallée de l’Amitié der Restauration der Burg an. Heute sind die Gebäude öffentlich zugänglich und die Gemeinde organisiert dort wechselnde Ausstellungen. Die Burganlage ist seit 1943 ein französisches Kulturdenkmal.

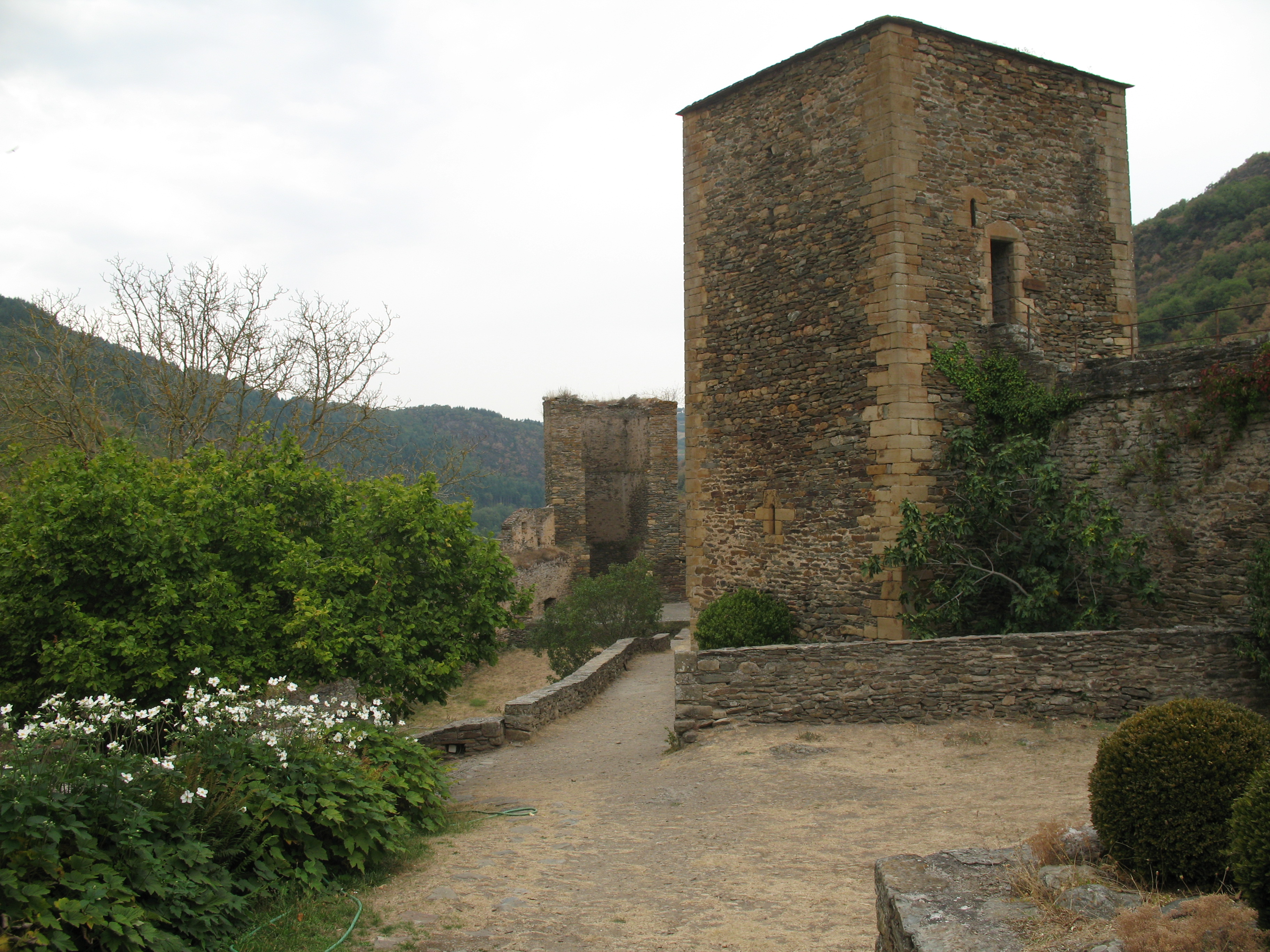
Tour à gorge ouverte
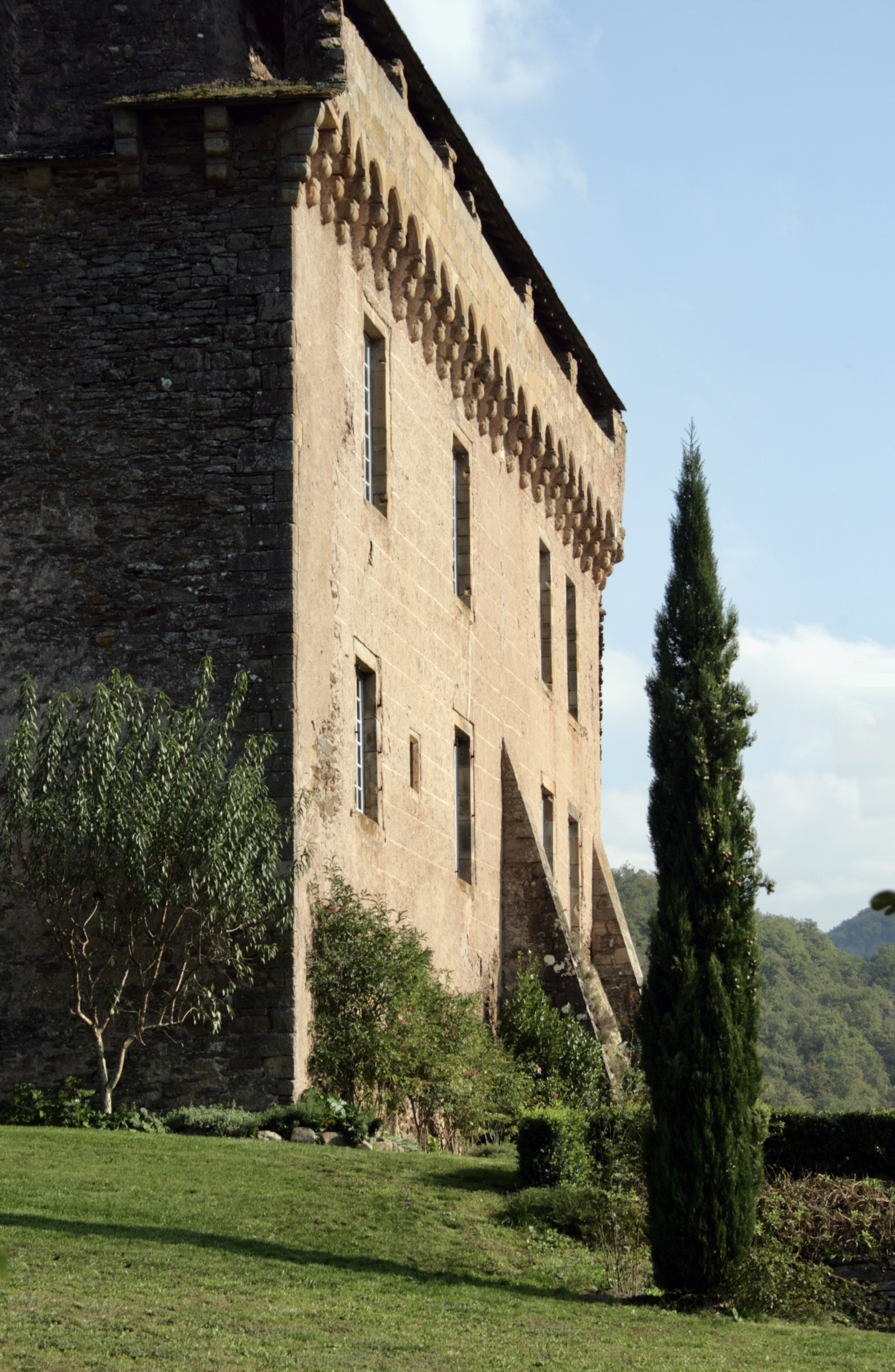
Südfassade
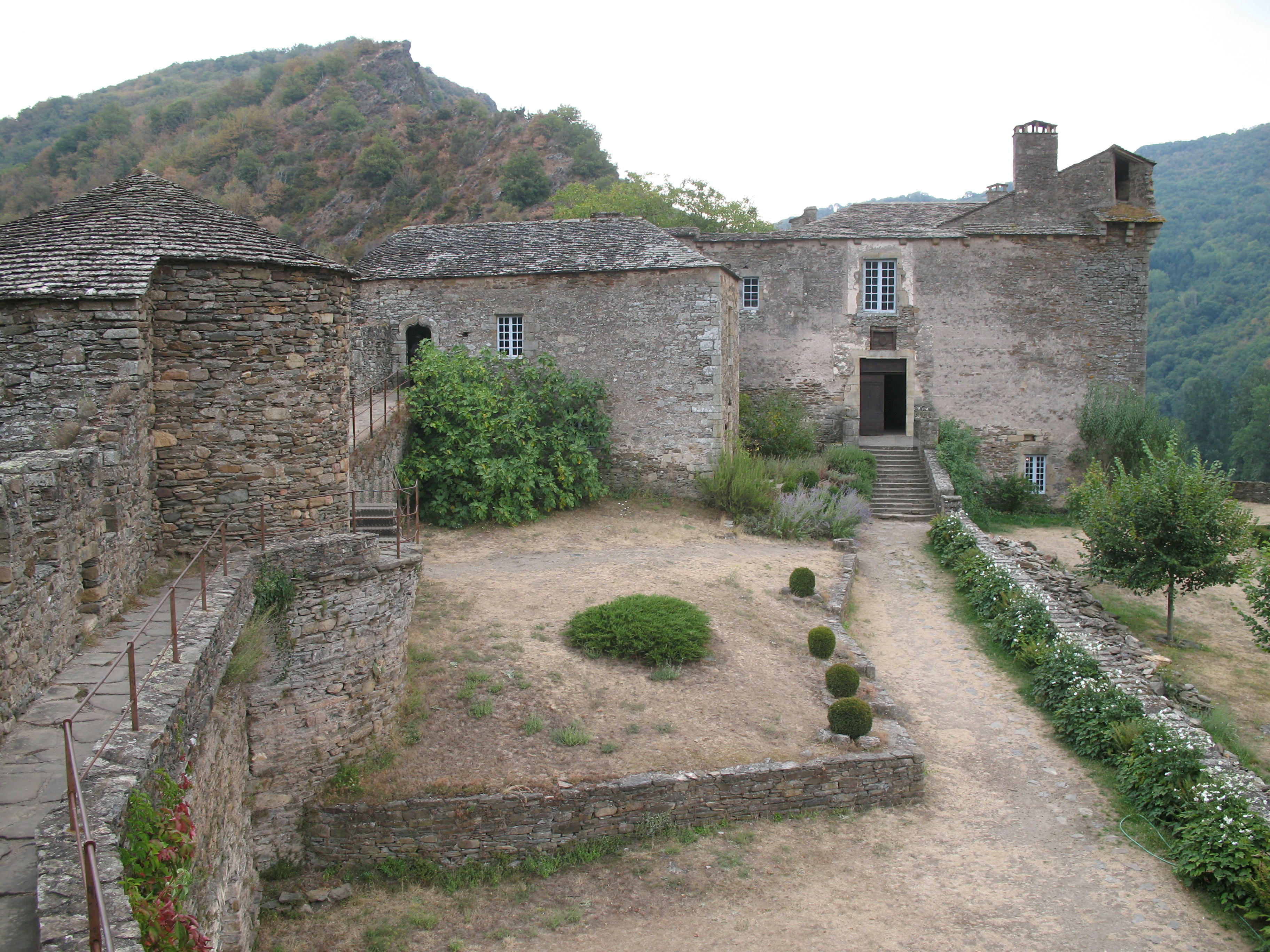
Anbauten

### Weitere Bauten

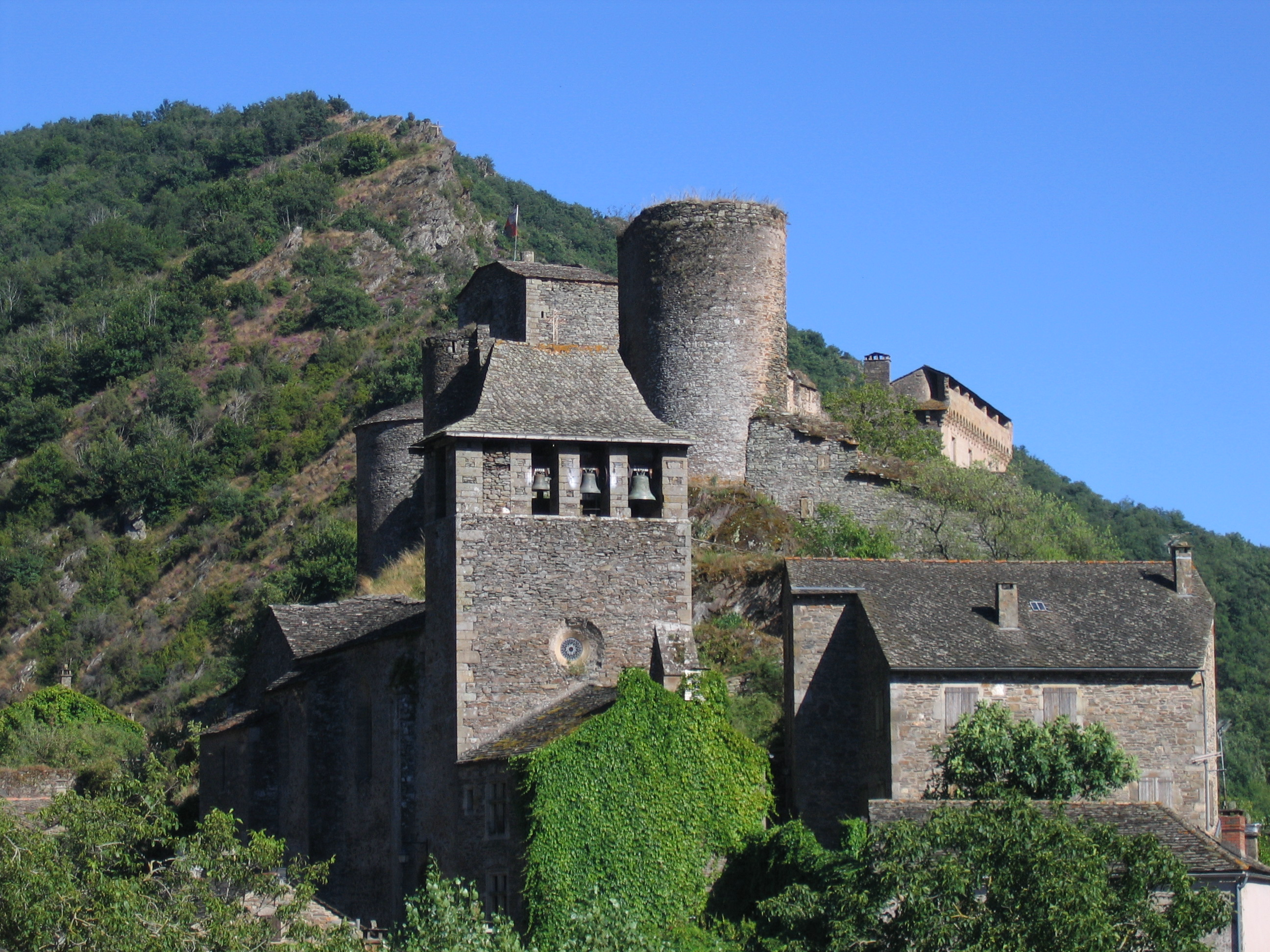
Kirche Saint-Jacques-Majeur

- Die Kirche Église Saint-Jacques-Majeur aus dem 13.–15. Jahrhundert ist seit 1937 ein französisches Kulturdenkmal.[3]
- Das Gebetshaus (Oratoire) auf dem Kirchenfriedhof der Kirche Saint-Jacques-Majeur ist seit 1937 ein französisches Kulturdenkmal.[4]
- Die Kirche Église Saint-Cirice, die außerhalb des Dorfkerns steht, gehörte dem Johanniterorden. Sie wurde während der Hugenottenkriege zerstört, 1640 aber wieder aufgebaut. Sie war lange Ziel von Pilgerfahrten psychisch erkrankten Menschen.
- Die Steinbrücke über die Abrance, die auf das Jahr 1366 zurückgeht, ist seit 1937 ein französisches Kulturdenkmal.[5]

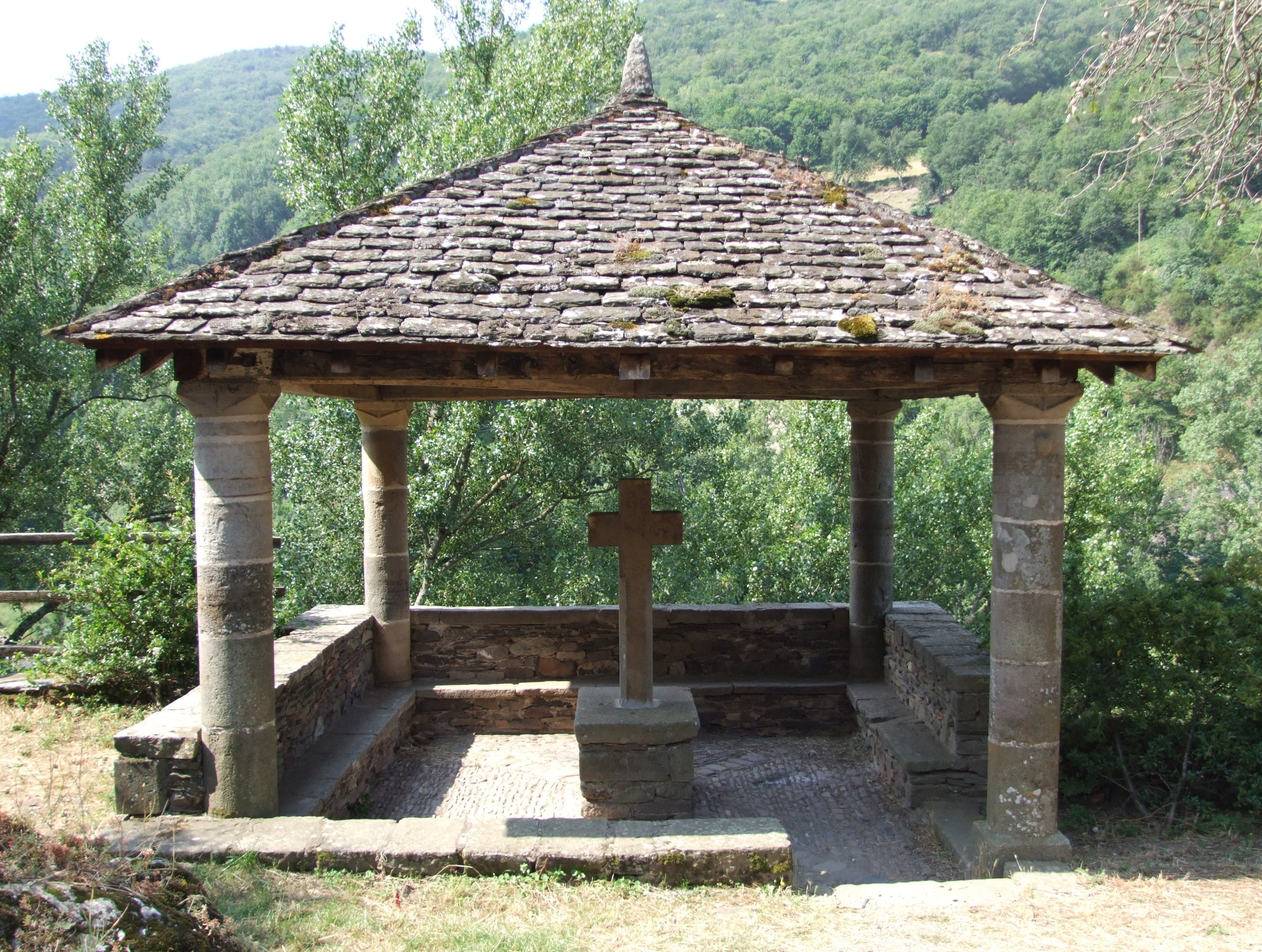
Oratoire
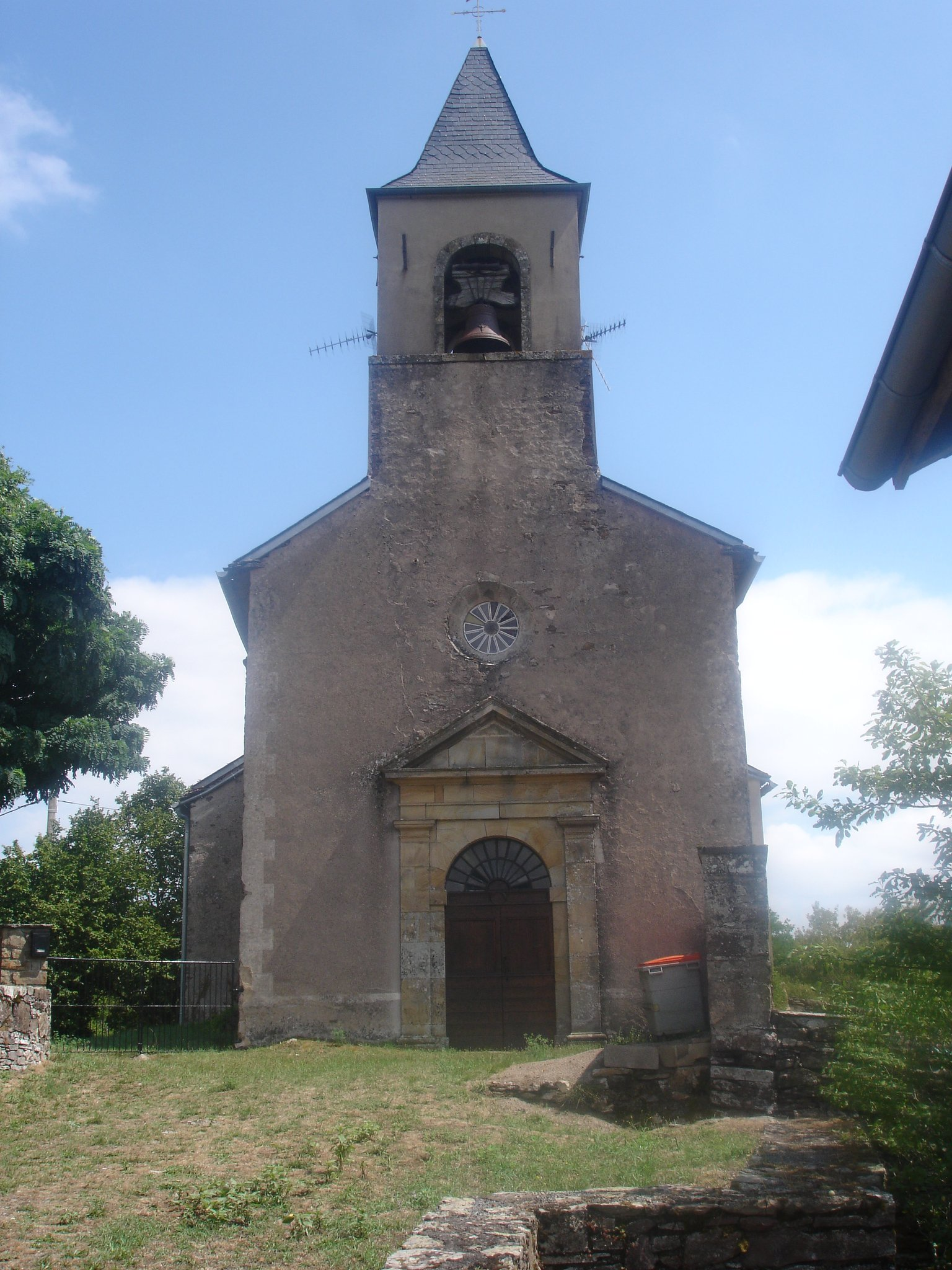
Kirche Saint-Cirice
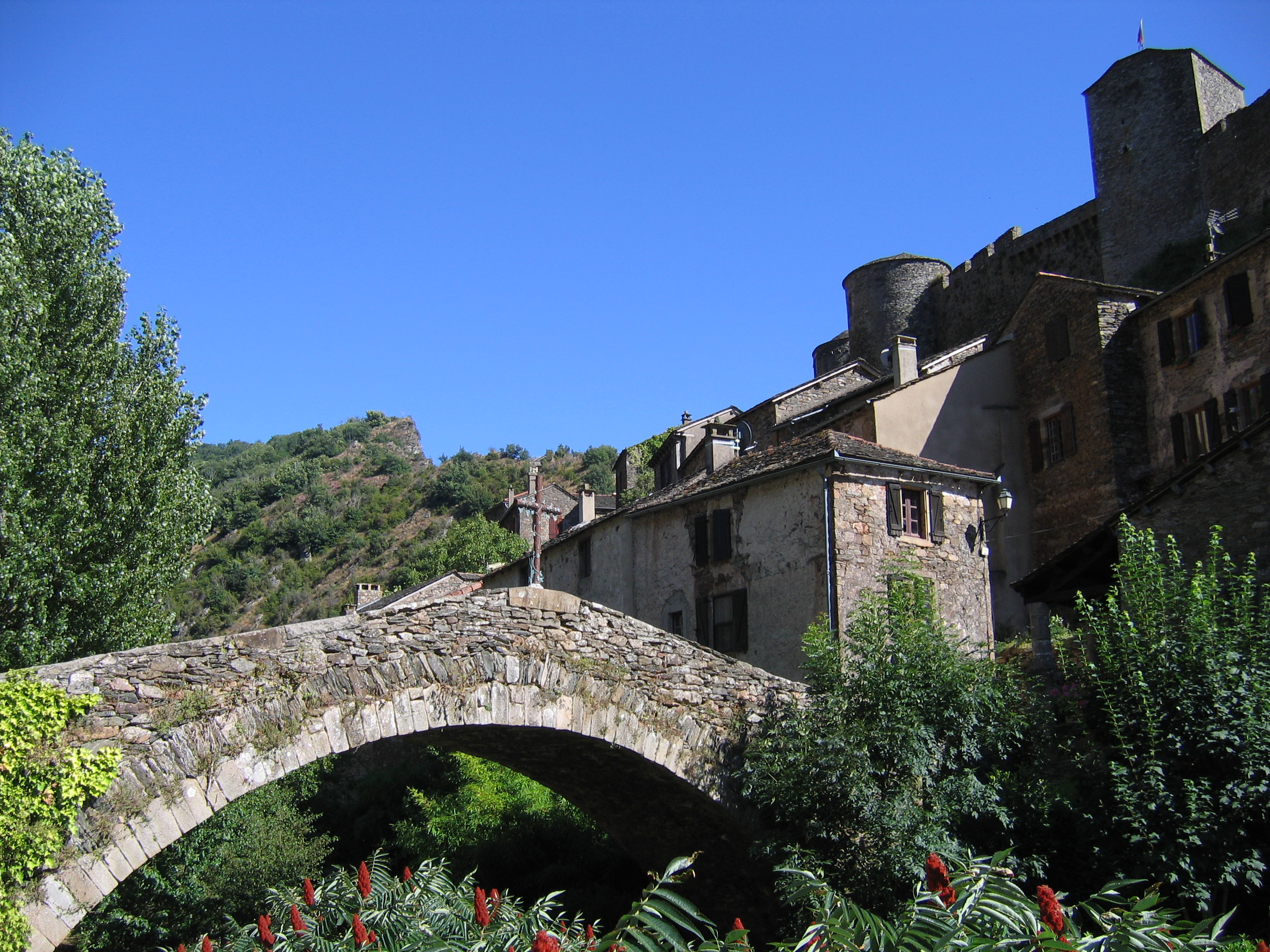
Steinbrücke